# Pescatoria gairiana
Pescatoria gairiana är en orkidéart som beskrevs av Heinrich Gustav Reichenbach. Pescatoria gairiana ingår i släktet Pescatoria och familjen orkidéer.
Artens utbredningsområde är Ecuador. Inga underarter finns listade i Catalogue of Life.